# اشبی سنت لجرز
اشبی سنت لجرز (به انگلیسی: Ashby St Ledgers) یک روستا و محله مدنی در بریتانیا است که در دونتری واقع شده‌است. اشبی سنت لجرز ۱۷۳ نفر جمعیت دارد.